# Matadero Municipal (Huesca)
El antiguo matadero municipal es un inmueble de la ciudad española de Huesca, construido hacia 1900 a partir de un proyecto de Manuel Pardo Pérez. Actualmente cumple la función de centro cultural.

## Descripción
El antiguo matadero municipal de Huesca constituía un conjunto de edificaciones realizadas hacia 1900 por el arquitecto Manuel Pardo Pérez, donde se combinaba el carácter funcional propio de una construcción industrial con un lenguaje estético que aúna elementos, principalmente decorativos, tomados de distintas tradiciones constructivas de carácter tradicional, especialmente la utilización del ladrillo y del hierro con carácter decorativo, constituyendo un conjunto muy interesante y excepcional, concebido dentro de la tradición ecléctica.
El conjunto original, compuesto de diversos pabellones ha quedado hoy notablemente transformado por su adaptación como centro cultural, introduciéndose edificaciones de carácter contemporáneo.
Al este se encontraba la fachada principal flanqueada por los pabellones del conserje y del administrador; de idéntica estructura, se levantan sobre una planta cuadrada en ladrillo reforzado con sillería en esquinas y zócalos; han desaparecido las naves-establo al norte y al sur y se conserva el edificio principal situado en el centro de la parcela, en origen configurado por dos naves laterales rectangulares separadas por un patio central de comunicación aunque actualmente aparece como un espacio unitario y cerrado.
El conjunto queda determinado por la utilización de elementos constructivos tomados de distintas tradiciones arquitectónicas: mudéjar por la utilización del ladrillo destacado mediante sencillos motivos geométricos; estética de carácter clásico en pilastras, basamentos, esquinas y enmarque de vanos; así como la introducción de elementos de tradición modernista a través del trabajo en hierro.
El 19 de septiembre de 2002 obtuvo el estatus de Bien Catalogado del Patrimonio Cultural Aragonés, mediante un decreto publicado el 9 de octubre de dicho año en el Boletín Oficial de Aragón.